# 趙璧 (成化戊戌進士)
趙璧，字潤夫，山東歷城縣人，府軍衛軍籍，明朝政治人物。進士出身。

## 生平
早年出身國子生，成化七年，順天府鄉試第七十五名。成化十四年（1478年）戊戌科會試第二百十四名，殿試登進士第二甲第四十五名，官至僉事。

## 家族
曾祖父趙肆。祖父趙捌。父亲趙興。